# Brezik (Srebrenik)
Brezik es un pueblo de Bosnia y Herzegovina. Según el censo de 1991, el pueblo está ubicado en el municipio de Srebrenik.

## Demografía
Según el censo de 2013, su población era de 404 habitantes.
| Etnicidad         | Número | Porcentaje |
| ----------------- | ------ | ---------- |
| Bosníacos         | 401    | 99,3%      |
| Otro/no declarado | 3      | 0,7%       |
| Total             | 404    | 100%       |